# Droga wojewódzka 925
Die Droga wojewódzka 925 (DW 925) ist eine 45 Kilometer lange Droga wojewódzka (Woiwodschaftsstraße) in der polnischen Woiwodschaft Schlesien, die Rybnik mit Bytom verbindet. Die Strecke liegt in der kreisfreien Stadt Rybnik, im Powiat Rybnicki, im Powiat Mikołowski, in der kreisfreien Stadt Ruda Śląska und in der kreisfreien Stadt Bytom.

## Streckenverlauf
Woiwodschaft Schlesien, Kreisfreie Stadt Rybnik
-  Rybnik (A 1, DK 78, DW 920, DW 929, DW 935)

Woiwodschaft Schlesien, Powiat Rybnicki
- Przegędza (Przegendza)
-  Stanowice (Stanowitz) (DW 924)
-  Bełk (Belk) (A 1)

Woiwodschaft Schlesien, Powiat Mikołowski
-  Orzesze (Orzesche) (DK 81, DW 926)
- Ornontowice (Ornontowitz)
-  Mikołów (Nikolai) (DK 44, DK 81, DW 927, DW 928)

Woiwodschaft Schlesien, Kreisfreie Stadt Ruda Śląska
-  Ruda Śląska (Ruda O.S.) (A 4, DW 902)

Woiwodschaft Schlesien, Kreisfreie Stadt Bytom
-  Bytom (Beuthen O.S.) (A 1, DK 11, DK 78, DK 79, DK 88, DK 94, DW 911)